# Nikolaï Kardachev
Nikolaï Semionovitch Kardachev (en russe : Никола́й Семёнович Кардашёв, Nikolaï Semionovitch Kardachov, prononcé : /nʲɪkɐˈlaj sʲɪˈmʲɵnəvʲɪtɕ kərdɐˈʂof/)  né le 25 avril 1932 à Moscou (Union soviétique) et mort le 3 août 2019 à Moscou (Russie), est un astrophysicien soviétique puis russe. Kardachev a joué un rôle majeur  dans le développement de l'interférométrie astronomique  en Union Soviétique notamment à travers la réalisation de l'observatoire spatial RadioAstron/Spektr-R lancé en 2011. Il est à l'origine de l'Échelle de Kardachev qui propose de classer les civilisations extraterrestres éventuelles en fonction de leur consommation énergétique.

## Biographie
Kardachev est le fils d'un responsable régional du parti communiste fusillé durant les purges staliniennes en 1937, et d'une enseignante emprisonnée à la même époque puis exilée jusqu'en 1956. Il grandit dans un orphelinat. Il décroche un diplôme à l'Université d’État de Moscou en 1955 puis travaille à l'Institut astronomique Sternberg ou il passe sa thèse en 1962.

Son activité de radioastronome l'amène à écouter, avec son collègue Iossif Chklovski, de très larges portions de l'Univers à l'aide de radiotélescopes en recherchant d'éventuelles émissions en provenance de civilisations extraterrestres. Ce sont les premières observations SETI en Union Soviétique. Il devient célèbre en Occident lorsque, en 1963, il annonce la détection d'une puissante source radio astronomique, qui semble être la manifestation d'une civilisation extraterrestre. On découvrira par la suite qu'il s'agit d'un nouveau phénomène naturel : le quasar. En 1964, au cours de la conférence Byurakan (Arménie), il propose de classer les éventuelles civilisations extra-terrestres en fonction de la quantité d'énergie qu'elles consomment : type I : toute l'énergie d'une planète, type II d'une étoile et type III d'une galaxie. 
En 1964 Kardachev prédit la présence au centre la nébuleuse du Crabe d'un objet très compact (étoile à neutrons) doté d'un champ magnétique pouvant être détecté dans le spectre des ondes radio. Ainsi il annonce, trois ans avant leur découverte par Jocelyn Bell, l'existence des pulsars. Kardachev joue un rôle important dans le développement de l'interférométrie astronomique en Union Soviétique. Il est le principal moteur du projet d'observatoire spatial soviético-russe RadioAstron (Spektr-R). Ce radiotélescope spatial, mis en œuvre de manière coordonnée avec des radiotélescopes basés sur Terre, permet de réaliser des observations en utilisant la technique de l'interférométrie à très longue base qui accroit de manière très importante la résolution. Le projet, perturbé par les problèmes économiques qui accompagnent l'effondrement de l'Union soviétique, n'aboutira qu'au bout de trois décennies avec un lancement réalisé en 2011.
En 1976 Kardachev  devient membre correspondant de l'Académie des Sciences de l'URSS. En 1990 il est nommé directeur de l'Institut astronomique Sternberg. En 1994 il devient membre titulaire de l'Académie des sciences de Russie.